# 保羅·凱西
保羅·凱西（英語：Paul Alexander Casey，1977年7月21日—）是英國的一位職業高爾夫球手，但主要參加美國的PGA巡迴賽。2009年，他的男子高爾夫世界排名達世界第三，是迄今他最高的世界排名。

## 早期和個人生活
凱西出生在格洛斯特郡切爾滕納姆，但在六歲時和全家搬到薩里郡威布里奇。在就讀於威布里奇的Cleves學校和西倫敦的漢普頓學校之後，他就讀於薩里郡埃格姆的斯托德學院。他獲得了亞利桑那州立大學的高爾夫獎學金。
2008年，凱西和賈瑟琳·赫夫納結婚。但兩人後來在2010年離婚。2011年，凱西開始和電視節目主持人波利安娜·伍德沃德約會，兩人在2013年聖誕/2014年新年期間訂婚。

## 職業生涯
凱西在業餘時期就有傑出表現。在美國，他是第一位贏得Pac-10錦標賽三連冠的球手（1998、1999和2000）。2000年，他以265桿（低於標準桿23桿）的成績更新了老虎伍茲在這項賽事創下的記錄（低於標準桿18桿）。他也在1999年和2000年獲得了英格蘭業餘賽的冠軍。他也是英國和愛爾蘭聯隊在1999年贏得沃克杯的成員之一。
2001年5月開始，凱西開始參加歐巡賽的比賽，並在第五次參賽時獲得亞軍。在他第11次參賽，也就是在強尼沃克蘇格蘭PGA錦標賽上他首次奪冠。他在這一賽季的獎金榜上排名第22位，並獲得亨利·科頓爵士年度新人獎。在經過一個失望的第二賽季之後，他在2003年獲得了ANZ錦標賽和本森和黑吉斯國際公開賽的冠軍，並在這一年的獎金榜上排名第六。
凱西並未在2004年獲得任何個人冠軍，但他是在萊德杯中取勝的歐洲隊的成員之一。並且也和路克·唐諾德一同代表英格蘭獲得了高爾夫世界盃。他在這一年的另一亮點是在美國大師賽上獲得了第六位。他在2004年因參加萊德杯而獲得PGA的特別參賽權，並之後很快在2005年獲得了PGA巡迴賽的參賽權。不過他仍然主要在歐洲參賽，並在2006年派洛·哈靈頓於最後一項賽事奪冠之前一度成為歐巡賽獎金王。他在2009年重新加入PGA巡迴賽。
凱西進入世界高爾夫排名前十位並是這一時期是排名最高的英國人。2007年1月，他達到職業生涯最高排名13位。
2006年，凱西在文特沃斯高爾夫俱樂部獲得了世界高爾夫比洞賽的冠軍。在2006年9月23日埃愛爾蘭舉辦的萊德杯比賽中，凱西成為萊德杯史上唯一一位在四人賽中以一桿進洞取勝的球員。
在2004年11月，凱西的一次發言曾引發爭議。在接受星期日泰晤士報訪問時，凱西針對萊德杯美國隊聲稱「我們厭惡他們，我們希望盡可能的擊敗他們」。一些美國頂級高爾夫球手，包括弗雷德·弗恩克和大衛·拉夫三世公開指出這一事件是小報的炒作。凱西在之後對他的發言被斷章取義表示抱歉，並承認使用「厭惡」一詞是個錯誤。並稱他的教練（彼得·科斯蒂斯）和女友都是美國人，「沒有什麼好和美國對抗的」。
凱西在2009年4月5日通過附加賽在殼牌休斯敦公開賽中贏得了自己首個PGA巡迴賽的冠軍。這一勝利使得他的世界高爾夫排名攀升到第六位。
凱西在薩里的文特沃斯高爾夫俱樂部贏得了2009年BMW PGA錦標賽的冠軍，這是他的第10格歐巡賽冠軍，並幫助他來到世界男子高爾夫世界排名第三位。他在2009年開始時排名世界第41位。凱西在文特沃斯高爾夫俱樂部上肋骨受傷，導致他在2009賽季的後半程較少出場。
2011年1月，凱西獲得了富豪高爾夫錦標賽的冠軍，這是他時隔20個月再次奪冠。
2012年，凱西獲得了泰勒斯世界逐洞赛的冠軍。
2013年6月，凱西在愛爾蘭公開賽上獲得了他的第12個歐巡賽冠軍，結束了他因傷病導致的兩年半的冠軍荒。他在最後一輪在多變的狀況中以67桿的成績獲勝，三桿領先朱斯特·盧滕和羅伯特·洛克。他在第四天開始時落後領先者盧滕，不過他在前六洞拿下五個小鳥球，在比賽中段時已經三桿領先。雖然在15號洞和16號洞凱西吃到柏忌使得領先優勢減為一桿，但他在18號五桿洞收穫老鷹球並取得勝利。
2014年9月，凱西在荷蘭舉辦的KLM公開賽上獲得了他的第13個歐巡賽冠軍，這是他在2014賽季首次奪冠。他在最後一輪得到66桿的成績，使得他一桿領先英國球手西蒙·戴森。這一勝利對凱西十分特別，因為他的妻子波利安娜在兩週前誕下了凱西的首個孩子。
2014年，凱西在聯邦快遞杯排行榜上排名95位。2015年，凱西放棄參加歐巡賽，專注PGA巡迴賽的比賽，理由是他需要減少出行。
2015年2月，凱西在北方信託公開賽上獲得並列第二位，使得他在聯邦快遞杯的排名上升到43位。凱西在之後持續了他的好狀態，在本田精英賽上獲得第三位。兩週後他在2015年美國名人賽上獲得並列第六位，追平了他在2004年的成績。2018年，保羅·凱西獲得威士伯錦標賽冠軍，並在2019年成功衛冕。

## 外部連結
- 官方网站
- 保羅·凱西在PGA巡迴賽的官方網站
- 保羅·凱西在男子高爾夫世界排名的官方網站